# Halogénure de gallium
Les halogénures de gallium sont des halogénures de métal où le gallium peut se trouver en trois états d'oxydation : les trihalogénures, à l'état d'oxydation +3 ; les halogénures intermédiaires, aux états +3, +2 et +1 ; et certains monohalogénures, instables, dans lesquels le métal est à l'état +1.

## Trihalogénures

### Trifluorure de gallium

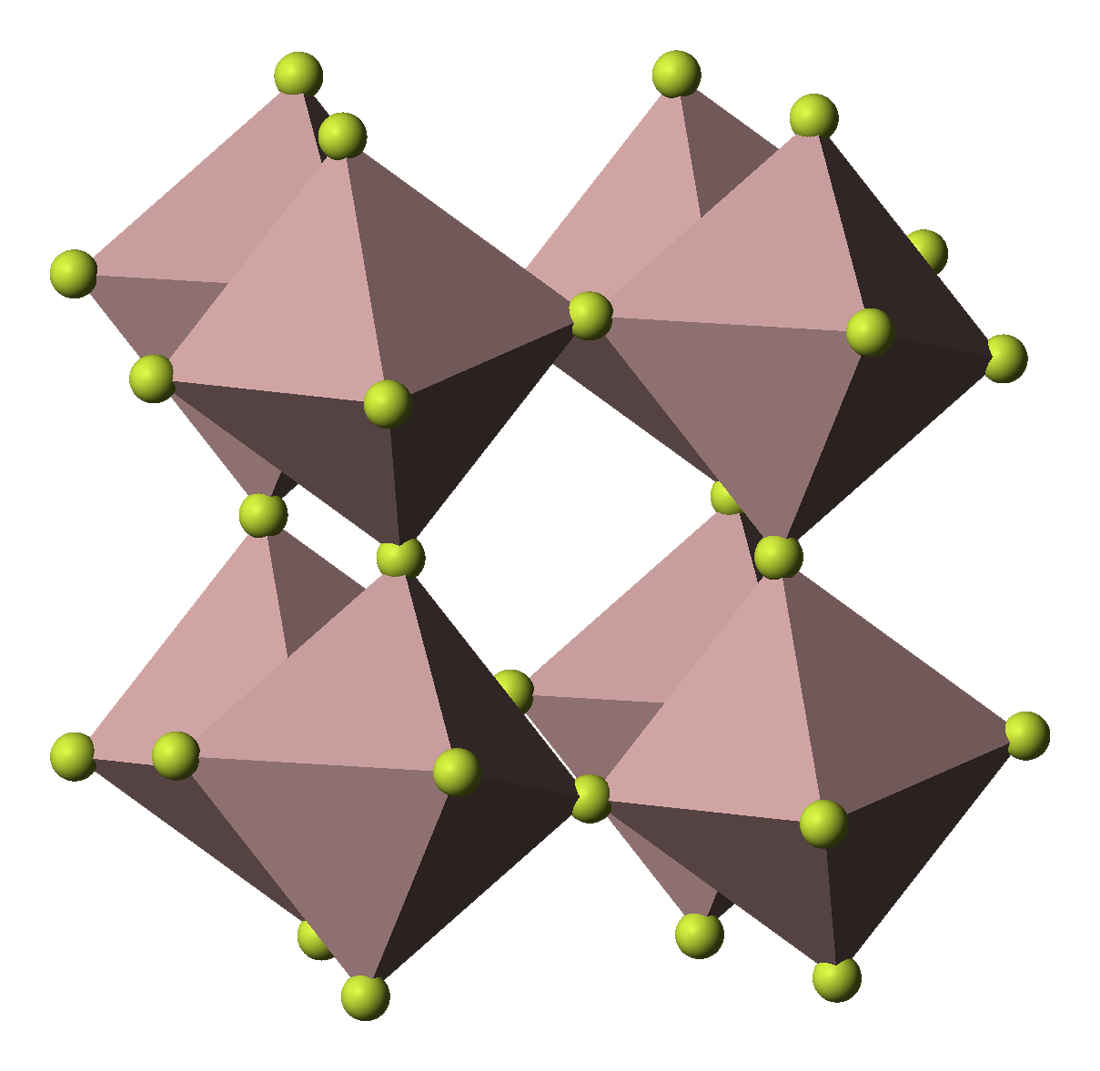
Structure du.

De formule chimique GaF3, le fluorure de gallium(III) est un solide incolore stable au contact de l'eau, dans laquelle il est très légèrement soluble. Comme le fluorure d'aluminium, il présente une structure cristalline polymère semblable à celle de trioxyde de rhénium : système trigonal, groupe d'espace R3c (no 167), paramètres a = 501,2 pm et c = 1 299 pm. Il peut se sublimer sans se décomposer dans une atmosphère protectrice d'azote au-dessus de 800 °C.

### Trichlorure, tribromure et triiodure de gallium
Le trichlorure de gallium GaCl3, le bromure de gallium(III) GaBr3 et l’iodure de gallium(III) GaI3 ont un point de fusion sensiblement plus bas que celui du fluorure de gallium(III) GaF3, respectivement de 77,9 °C, 121,5 °C et 212 °C, en relation avec le fait que leur structure repose sur des dimères ayant deux halogénures pontants. Ce sont des acides de Lewis, qui forment essentiellement des adduits tétracoordonnés. Le trichlorure est le plus couramment utilisé des trihalogénures de gallium.

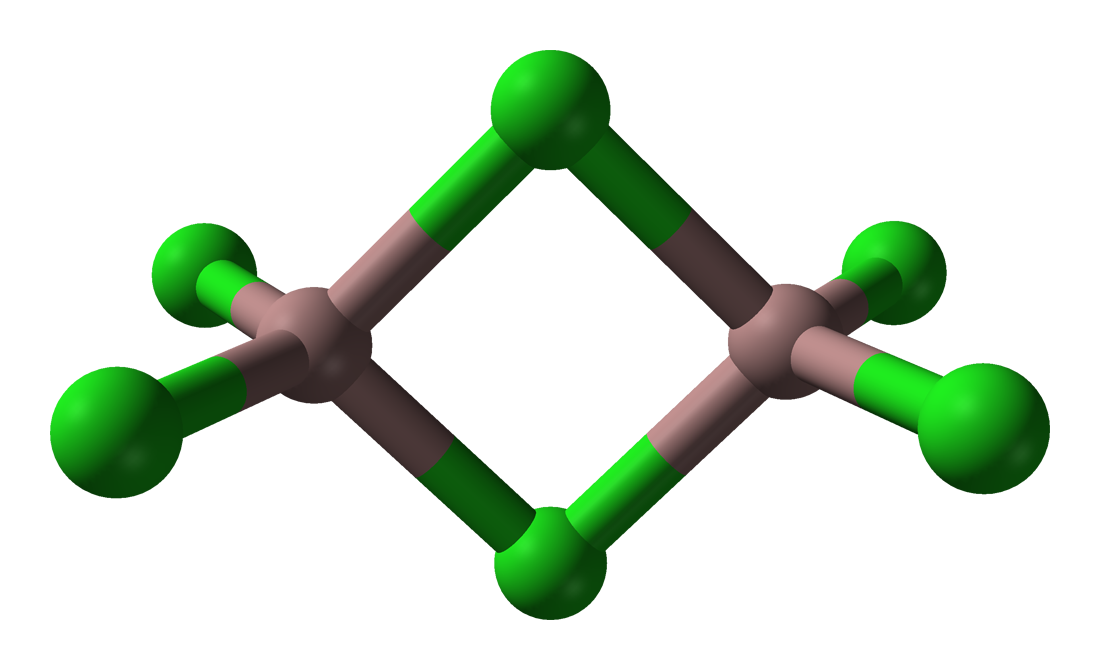
Dimère de GaCl3.
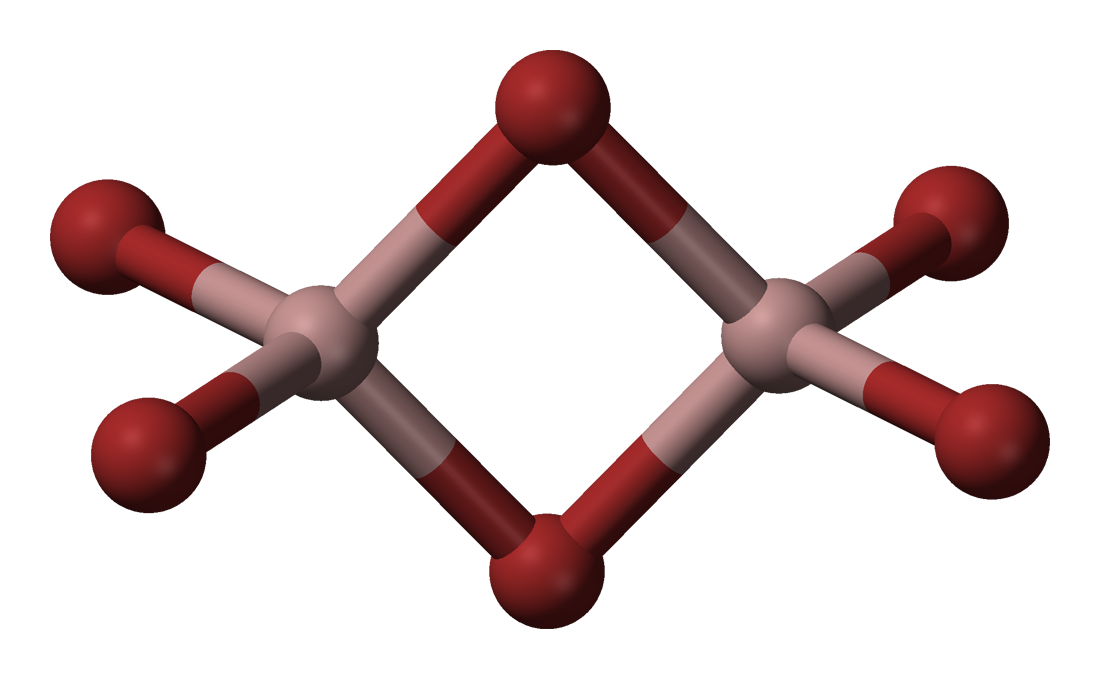
Dimère de GaBr3.
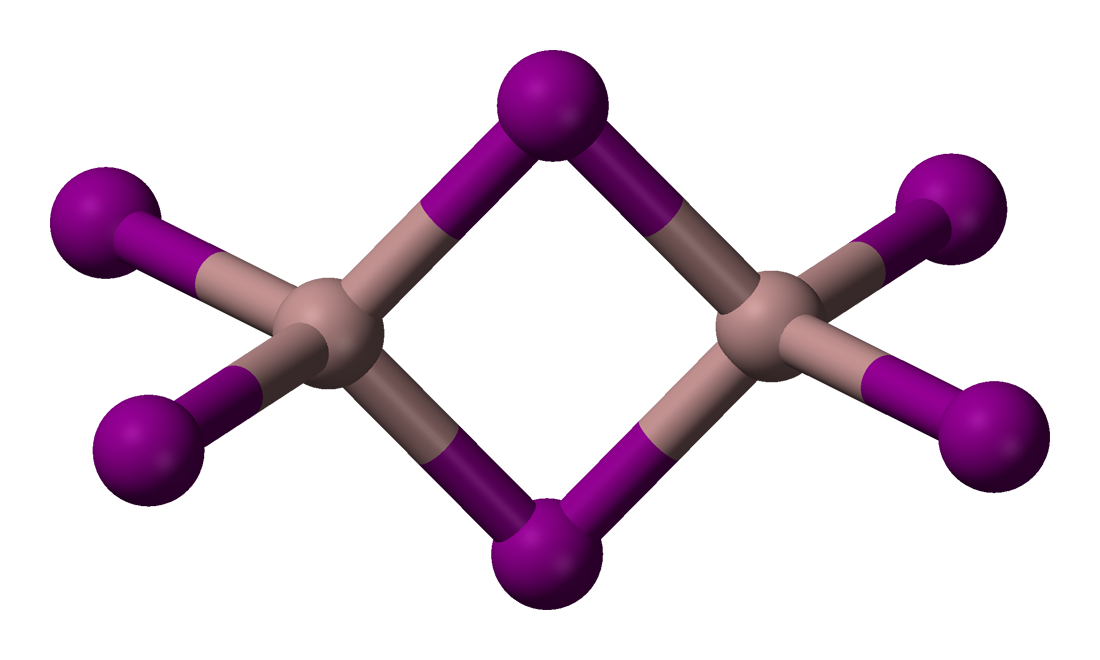
Dimère de GaI3.

## Halogénures intermédiaires

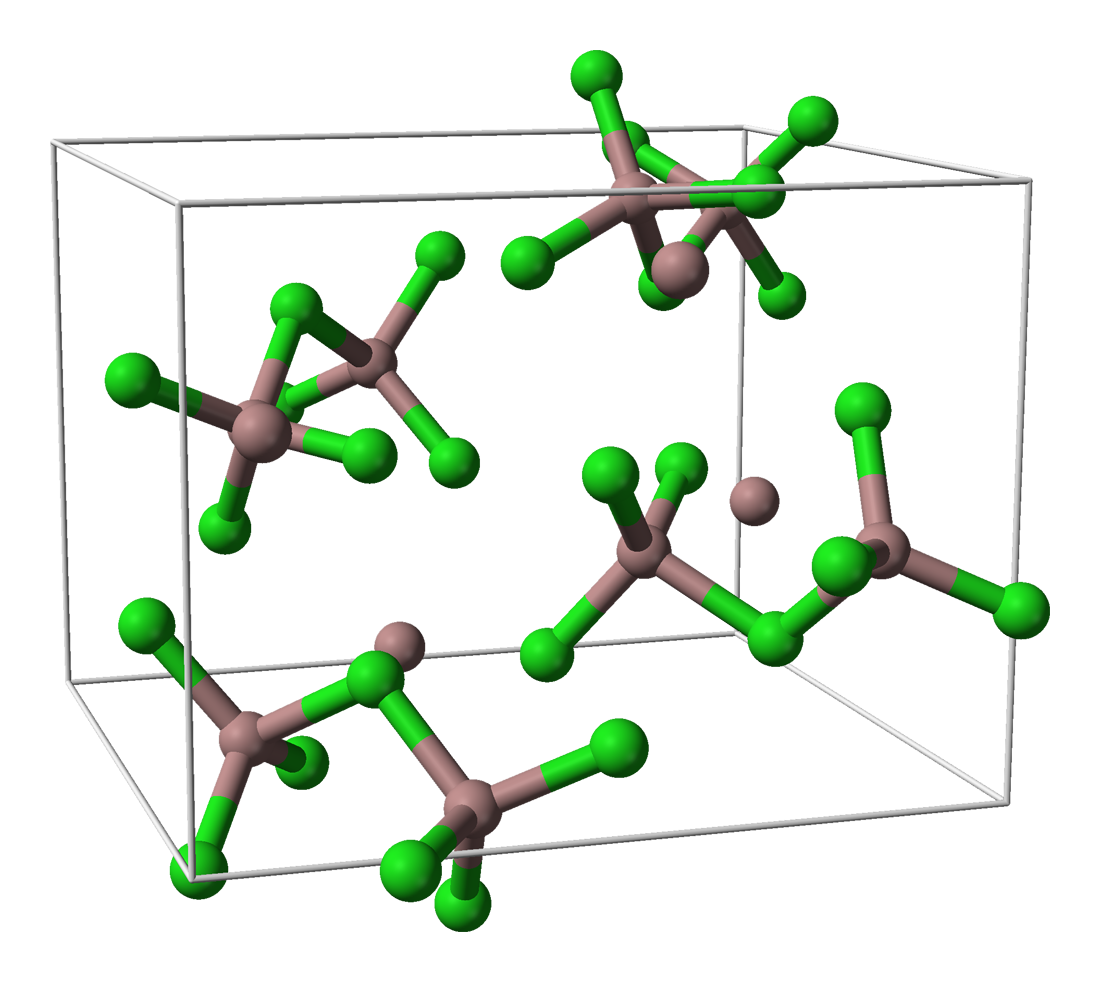
Maille cristalline de.

### Ga3Cl7
Ce composé contient l'anion Ga2Cl7−, qui a une structure semblable à celle de l'anion dichromate Cr2O72−, avec deux atomes de gallium à coordination tétraédrique partageant un sommet. Le composé peut être décrit comme « heptachlorodigallate(III) de gallium(I) » GaI [GaIII2Cl7], dans lequel le gallium est à l'état d'oxydation +1 et +3.

### GaCl2,GaBr2etGaI2
Ce sont les halogénures intermédiaires les plus documentés. Ils contiennent du gallium à l'état d'oxydation +1 et +3 et sont représentés sous la forme GaIGaIIIX4. Les dihalogénures sont instables en présence d'eau et se dismutent en gallium métallique et trihalogénures de gallium. Ils sont solubles dans les solvants aromatiques, dans lesquels des complexes d'arènes ont été isolés en coordination η6 avec le cation Ga+. Avec certains ligands L tels que le dioxane, il se forme un complexe neutre Ga2X2L2 avec une liaison Ga−Ga.

### Ga2Br3etGa2I3
Ces composés sont décrits comme GaI2GaII2Br6 et GaI2GaII2I6 respectivement. Les deux anions contiennent une liaison Ga−Ga dans laquelle le gallium a un état d'oxydation formel +2. L'anion Ga2Br62− est en conformation éclipsée, comme l'anion In2Br62− dans In2Br3, tandis que l'anion Ga2I62− est isostructural à Si2Cl6 avec une conformation décalée.

## Monohalogénures
Aucun de ces composés n'est stable à température ambiante. Les monobromure et monoiodure de gallium GaBr et GaI publiés par le passé à partir de la fusion de gallium avec les bromure et iodure et gallium(III) se sont révélés être des mélanges de gallium métalliques avec les halogénures intermédiaires Ga2Br3 et Ga2I3.

### Monochlorure et monobromure de gallium
Le monochlorure de gallium GaCl et le monobromure de gallium GaBr ont été produits sous forme gazeuse par réaction d'halogénure d'hydrogène HX et de gallium fondu. On a pu les isoler en trempant le gaz chaud jusqu'à 77 K, température de l'azote liquide. Ils peuvent alors être stabilisés dans des solvants appropriés. Ces solutions métastables peuvent être utilisées comme précurseurs de nombreux composés du gallium.
GaCl est décrit comme un solide rouge qui se dismute au-dessus de 0 °C. La production de nitrure de gallium GaN par épitaxie en phase vapeur aux hydrures (en) (HVPE) fait intervenir du GaCl produit par réaction de chlorure d'hydrogène HCl sur du gallium fondu pour ensuite réagir avec de l'ammoniac NH3.

### Monoiodure de gallium
Le monoiodure de gallium (en) GaI est obtenu sous la forme d'une poudre verte réactive. La structure du réactif désigné comme « GaI » produit par réaction du gallium métallique avec de l'iode I2 dans le toluène à l'aide d'ultrasons a été étudiée dans les années 2010 par spectroscopie RMN de 69/71Ga, conduisant à proposer la structure [Ga0]2 [Ga]+ [Gal4]−.

## Complexes anioniques d'halogénures
On connaît divers sels d'anions GaCl4−, GaBr4− et GaI4−. Le gallium diffère de l'indium par le fait qu'il ne forme que des complexes hexacoordonnés avec l'ion fluorure. Ceci peut être expliqué par la plus petite taille du gallium : le rayon ionique de Ga(III) vaut 62 pm, tandis que celui de In(III) vaut 80 pm.
On connaît également des sels de l'anion Ga2Cl62−, où le gallium est à l'état d'oxydation +2.